# Власні назви
Власні назви (о́німи) — слова або словосполучення, які позначають індивідуальні об’єкти. Власні назви вивчає мовознавча дисципліна ономастика.
На відміну від загальних назв, які у своєму значенні об’єднують низку однотипних об’єктів, власні назви, навпаки, індивідуалізують об’єкт, вирізняють його з класу однотипних.
Власні назви є в усіх мовах світу. В українській мові власні назви зазвичай пишуть з великої літери, іменники мають або тільки однину (Дунай, Світязь, Львів), або тільки множину (Карпати, Черкаси, Суми).

## Види онімів
Власні назви з'являються тоді, коли індивідуальне розрізнення набуває суспільної значущості. За денотатами розрізняють такі класи власних назв:
- особові імена людей (антропоніми)
- назви географічних об'єктів (топоніми)
- назви космічних об'єктів (космоніми)
- найменування божеств, міфічних істот (теоніми, міфоніми)
- клички тварин (зооніми) (див. також: назва тварин вернакулярна)
- [1]назви організацій, виробничих і громадських об'єднань (ця група власних назв позначається терміном ергонімія і включає величезну кількість найменувань — від партій, товариств, заводів, вузів до кінотеатрів, кооперативів, магазинів, фірм тощо)
- назви відрізків часу, подій (це хрононімія, наприклад, Коліївщина, Друга світова війна)
- [2]назви окремих предметів (хрематонімія, що включає власні назви матеріальних предметів — кораблів, ураганів, алмазів тощо та витворів духовної культури — заголовки творів, назви музичних п'єс, творів живопису, кінофільмів та ін.)

## Широко й обмежено поширені назви
Сукупність усіх власних назв мови становить її ономастичний простір.
Власних назв дуже багато. В Україні одних топонімів кілька мільйонів. На мільйони, очевидно, треба рахувати також ергоніми й особливо хрематоніми української мови. Безмежна кількість заголовків худож. творів тощо. Однак у лексичному запасі окремої людини загальних назв значно більше, ніж власних. Одні власні назви відомі всім мовцям (Київ, Дніпро, Шевченко, Чумацький Шлях, «Заповіт»), інші — лише частині мовців, нерідко дуже невеликій. Через це складається хибне враження, що й у мові в цілому більше загальних, а не власних назв. Загальні назви є, безперечно, центральним шаром лексики, а власні становлять її потужну периферію з дуже різною сферою поширення. Загалом же в мові на одну загальну назву припадає до кількох сотень власних назв.
Власні назви належать до мовних універсалій — вони є в усіх мовах світу. Але в кожній мові власні назви мають свої специфічні ознаки.
Загальний іменник — це назва, що є спільною для ряду однотипних істот, предметів, явищ, понять, наприклад: хлопець, орел, вовк, стіл, стіна, дерево, будинок, обід, пароплав, човен, газета, простір, час, добро, хвилювання, сум, біль, відношення, критика.

##### Іменники загальні і власні
Власний іменник — це індивідуальна назва одного з ряду однотипних предметів чи одного існуючого в природі. Власними назвами є прізвища, імена, географічні назви, назви високих посад, свят, установ, почесні звання, назви газет, журналів, книг, видавництв, колгоспів тощо, наприклад: Київ, Карпати, Байкал, Шевченко, Франка, Петренко, Президент України.
Власні назви характеризуються тим, що пишуться з великої літери, мають або тільки однину (Дунай, Світязь, Львів), або множину (Карпати, Черкаси, Суми).
Назви книг, газет, журналів, кораблів, магазинів, умовні назви продуктів і товарів беруть у лапки: повість «Тореадори з Васюківки», газета «Авангард», теплохід «Леся Українка», магазин «Світоч», цукерка «Білочка». Але назви релігійних книг і понять у лапки не беруть: Євангеліє, Біблія, Коран. Назви зі словом імені в лапки не беруть: школа імені І. Франка.
Межа між власними і загальними назвами рухлива. Часто тільки в контексті можна визначити, є іменник загальною чи власною назвою: коваль (фах), Коваль (прізвище), орел (птах), Орел (прізвище). Частина колишніх власних назв (прізвищ учених) поповнила групи загальних: ампер, ом, меценат, вольт, дизель та ін.
Загальний іменник може подаватися у певному тексті як власна назва, якщо мовець надає йому якогось особливого значення.
Вивченням власних імен займається спеціальна мовознавча дисципліна ономастика (від грецької — мистецтво давати імена).
Ономастика об'єднує вужчі галузі відповідно до тих категорій об'єктів, які носять імена. Топоніміка (від грецької — ім'я місця) вивчає назви географічних об'єктів, антропоніміка (від грецької — ім'я людини) — імена людей, зооніміка (від грецької — ім'я тварини) — клички тварин, астроніміка (від грецької — імена зірок) — назви небесних тіл, гідроніміка — назви водних об'єктів тощо.
Тому серед власних назв розрізняють: 
а) антропоніми — власні назви людей (імена, прізвища, прізвиська): Олег, Леся Українка, Шекспір;

б) топоніми — власні географічні назви (назви територій, держав, населених пунктів, урочищ, місцевостей, гір, вод тощо): Європа, Дніпро, Холодний Яр, Крим, Атлантика;

в) космоніми — назви космічних об'єктів: Чумацький Шлях, Велика Ведмедиця, Козеріг, туманність Андромеди;

г) міфоніми — найменування божеств, міфологічних персонажів: Перун, Юпітер, Зевс, Вій, Перелесник, Ладо;

ґ) зооніми — клички тварин: Гнідий, Стріла, Сірко;

д) гідроніми — назви водних об'єктів: Чорне море, Атлантичний океан;

е) культуроніми — позначення предметів духовної і матеріальної культури, зокрема творів літератури й мистецтва, творчих колективів, установ, підприємств, організацій, сортів рослин, продуктів виробництва: Біблія, вірш «Заповіт», товариство «Просвіта», газета «Україна молода», цукерки «Пташине молоко».